# Sevilimedu
Sevilimedu é uma panchayat (vila) no distrito de Kancheepuram, no estado indiano de Tamil Nadu.

## Demografia
Segundo o censo de 2001, Sevilimedu tinha uma população de 15,918 habitantes. Os indivíduos do sexo masculino constituem 50% da população e os do sexo feminino 50%. Sevilimedu tem uma taxa de literacia de 73%, superior à média nacional de 59.5%: a literacia no sexo masculino é de 78% e no sexo feminino é de 67%. Em Sevilimedu, 10% da população está abaixo dos 6 anos de idade.